# Ventabren
Ventabren település Franciaországban, Bouches-du-Rhône megyében. Lakosainak száma 5613 fő (2022. január 1.). Ventabren Aix-en-Provence, Éguilles, Velaux és Coudoux községekkel határos.

## Népesség
A település népessége az elmúlt években az alábbi módon változott:
| Lakosok száma | 934  | 2717 | 3742 | 4842 | 4857 | 5278 | 5459 | 5407 | 5381 | 5613 |
|               | 1968 | 1982 | 1990 | 2006 | 2013 | 2015 | 2017 | 2019 | 2020 | 2022 |